# Zagraniczne Formacje OUN
Zagraniczne Formacje OUN, Zagraniczne Oddziały OUN, OUN(z), OUN-Z (uk. Zakordonni Czastyny OUN) – ukraińska organizacja emigracyjna, powołana w lutym 1945 przez członków OUN-B, przebywających na emigracji.
Początkowo nosiła nazwę Zagraniczne Centrum OUN, ostateczną nazwę ustalono w 1946 na zjeździe w Monachium.

## Przywódcy
- Stepan Bandera (1945 – początek grudnia 1950)
- Stepan Łenkawskyj (3 grudnia 1950 – kwiecień 1951)
- Jarosław Stećko (kwiecień 1951–1986)
- Wasyl Ołeśkiw (1987–1991)